# Cladosporium psidiicola
Cladosporium psidiicola är en svampart som beskrevs av J.M. Yen 1980. Cladosporium psidiicola ingår i släktet Cladosporium och familjen Davidiellaceae.   Inga underarter finns listade i Catalogue of Life.